# NBA Europe Live Tour 2007
Le NBA Europe Live Tour 2007 est la deuxième édition du NBA Europe Live Tour. Il s'est déroulé du 6 au 11 octobre 2007. Sept matchs se sont disputés, réunissant quatre équipes NBA : les Boston Celtics, les Toronto Raptors, les Memphis Grizzlies et les Minnesota Timberwolves et cinq équipes européennes : l'Efes Pilsen Istanbul, l'Unicaja Malaga, le Lottomatica Roma, l'Estudiantes Madrid et le Real Madrid. Les matchs se sont déroulés en Espagne, en Angleterre, en Italie et en Turquie.

## Matches
| Date            | Équipe                    | Score   | Équipe                    | Lieu                                                  |
| 6 octobre 2007  | Efes Pilsen Istanbul      | 81-84   | Timberwolves du Minnesota | Abdi İpekçi Arena, Istanbul                           |
| 6 octobre 2007  | Celtics de Boston         | 89-85   | Raptors de Toronto        | PalaLottomatica, Rome                                 |
| 7 octobre 2007  | Virtus Rome               | 87-93   | Raptors de Toronto        | PalaLottomatica, Rome                                 |
| 9 octobre 2007  | Unicaja Malaga            | 102-99  | Grizzlies de Memphis      | Palacio de Deportes José María Martín Carpena, Malaga |
| 10 octobre 2007 | Timberwolves du Minnesota | 81-92   | Celtics de Boston         | O2 Arena, Londres                                     |
| 11 octobre 2007 | Estudiantes Madrid        | 73-98   | Grizzlies de Memphis      | Palais des sports, Madrid                             |
| 11 octobre 2007 | Real Madrid               | 104-103 | Raptors de Toronto        | Palais des sports, Madrid                             |